# Margareta Wirmark
Maria Margareta Wirmark, född Eriksson 24 juli 1936 i  Gåsinge församling, död 22 februari 2014, var en svensk litteraturvetare och professor vid Lunds universitet.
Wirmark blev filosofie kandidat 1961 och filosofie doktor på avhandlingen Spelhuset: En monografi över Hjalmar Bergmans drama vid Uppsala universitet 1971. Vid samma lärosäte var hon från 1971 verksam som högskolelektor. Mellan 1990 och 2001 innehade hon en professur i drama-teater-film vid Lunds universitet.
Wirmark tog initiativet till grundandet av Bror Hjorth-föreningen och var som dess ordförande en drivande kraft bakom öppnandet av Bror Hjorths Hus i Uppsala.